# Ō no Yasumaro
Ō no Yasumaro (太 安万侶, ? - 15 de agosto, 723) foi um burocrata, cronista e nobre japonês, possivelmente filho de Ō no Honji (多 品治), que participou da Guerra Jinshin, ocorrida em 672.
Yasumaro é mais conhecido por ter compilado e editado, com assistência de Hieda no Are, o Kojiki, o livro mais antigo sobre a história do Japão. A Imperatriz Gemmei, que reinou entre 707 e 721, incubiu a Yasumaro, em 711, a tarefa de escrever o Kojiki tendo como base o Teiki (Crônicas dos Clãs) e o Kyūji (Mitos Nativos), dois antigos relatos não mais existentes e que tinham divergências entre si. O trabalho foi concluído no ano seguinte, em 712.
É bastante provável que ele tenha participado ativamente, também, da compilação do Nihon Shoki, concluída em 720.
Yasomaro tornou-se chefe de seu clã em 716, falecendo em 723.